# Жолобенська волость
Жолобненська волость — історична адміністративно-територіальна одиниця Новоград-Волинського повіту Волинської губернії Російської імперії. Волосний центр — містечко Жолобне.

## Статистика
У 1912 році до Жолобенської волості належало 46 населених пунктів і 2449 господарств, 2103 із них були власністю українців, 112 ― поляків, 112 — євреїв і 122 — німців.

## Органи влади
На чолі волості стояло волосне правління, що складалось із волосного старшини, сільських старост, збірників податків і волосного писаря. Волосний сход, що складався із цих осіб та представників сільського населення (1 на 10 дворів), вибирав місцевих урядових осіб, кандидатів у гласні до повітового земства, а також волосний суд, що вирішував менш важливі справи. У 1916 році старшиною волості був М.Оржеховський, писарем С.Новоселецький. Сільських общин було 20, колоній 8, сіл і поселень –38, дворів — 2325, селян — 12510.

## Господарство
Ярунь був торговим центром Жолобенської волості, тут концентрувався збут сільськогосподарської продукції.
На землях, де переважає сірий суглинок (села Жолобне, Мокре, Гурки, Юрківщина, Ярунь, Токарів, Коритище, Стовпи, Вересна, Хижівка, Кудиновичі, Майстрів, Малий Молодьків, Кошелів, Кам′янка, Косенів) і в селах Велика Горбаша, Мала Горбаша, Курмань, де ґрунт переважно темно-сірий суглинок, та у селах Закриниччя і Забара — сірий супісок, найбільші площі займали пшениця, просо, горох, льон.
Кредитні товариства були у селах Велика Горбаша і Коритище. Мешканці Жолобного, Мокрого, Закриниччя, Токарева, Забари, Стовпи, Вересна, Кошелів, Кам′янки брали кредити у Коритищанському кредитному товаристві, а селяни сіл Хижівка і Мала Горбаша — у Великогорбашівському кредитному товаристві.

## Німецькі колонії та хутори
У 1910 році в Жолобенській волості нараховувалось 348 відрубів і 20 хуторів.
У 1912 році число дворів німецьких колоністів становило 127, із них 99 було на хуторах. До німецьких поселень відносились : Августівка, Аделін, Антінівка, Горбащина, Горби, Дорофіївка, Калинівка, Курмань, Солянка.
Анета, заснована у 1815–1816 роках, була однією з найдавніших німецьких колоній на Волині. Архівні матеріали свідчать, що перші щепи в Анету привіз граф Бібердорф підводою з Німеччини у 1835 році. Вони не лише добре прижилися, а й поширилися всій Волині. В однокласному народному училищі, яке було відкрите на початку 70-х рр. XIX століття, навчалося 30 хлопчиків і 22 дівчинки. Викладання велося німецькою та російською мовами. Свого часу в Анеті було два кравці, один ткач, два столяри і один коваль.
Висока хліборобська культура і культура побуту колоністів були принесені на землі Волині. У кожній колонії терміном на 1 рік обирався староста (шульц) — найавторитетніший і найзаможніший господар, який володів російською мовою.

## Населенні пункти
- Августівка, колонія. На орендованих землях було 2 господарства.
- Аделін, колонія, 18 господарств належали німцям.
- Анелін, хутір. Було 1 господарство.
- Антонівка, село, 44 км від Звягеля. У 17 домах проживало 103 жителі. На початку XX ст. там було 5 господарств.
- Болото Голе, хутір. На початку XX ст. там було 4 господарства.
- Болсуни, хутір. На початку XX ст. там було 9 господарств.
- Будище, село, 14 км від Звягеля. За вірну службу вічно і непорушно князь Свидригайло у 1437 р. нагородив Каленика Мишковича чималим комплексом земель. Серед них назване і село „Бодище во Звяглі.“ Можливо, це було Будище. У кінці XIX ст. там у 10 домах проживало 85 мешканців. Колись селом володіли Суфчинські. На початку XX ст. там було 12 господарств, 9 із них належало українцям, 3 полякам.
- Велика Горбаша, село, 22 км від Звягеля, а від найближчого прихода Курманя 4 в., Мокрого 5 в, Жолобного 7 в, Яруня 9 в. У 1577 р. селом володів Іоаким (Юхим) Корецький, який платив від села 4 дим., 4 гор. У 1650 р. його син Самуель Кароль вносив за Велику Горбашу і Кам′янку від 55 дим; із самої Великої Горбаші у 1651 році вносилося від 4 дим., а в 1653 році вже від 1 дим. Велика Горбаша, під назвою село Горбаші, згадується в акті від 14 січня 1611 року у жалобі пана Стефан Немирич (старший)Немирича на Григорія Пашкевича, про те, що він―Пашкевич—грабував і чинив розбійницькі дії у маєтку Немирича. Це село також згадується в акті від 7 травня 1610 році в справі розмежування маєтку князя Януша Острозького волості Вільської, від маєтку Стефана Немирича волості Черняхівської. Присадибної землі у 1887 році було 4 дес., орної ―36 дес. і сінокісної 17 дес. Володарями села були Густав і Євгеній Врочинські. У кінці XIX ст. в селі було 101 домів і 568 жителів, селянам належало 455 дес. землі. У 1762 році селом володів ротмістр Пуславський, від нього воно перейшло до Дубицьких, пізніше — до Прушинських. Там у 1911 році, згідно з переписом, було 443 жителі, 1 крамниця, горілчана крамниця, кредитове товариство, кооператив, до великої земельної власності Хичевського належало 504 дес. землі. Зведена 1860 року на кошти прихожан церква Покрови Пресвятої Богородиці мала дзвіницю, проіснувала вона до 1936 року. Копії метричних книг зберігалися з 1704 року, а сповідальних відомостей — з 1822 року. Священик Іоанн Цихоцький (з 1856 р.) був нагороджений за заслуги по духовному відомству камилавкою і наперсним хрестом, псаломщиком був Іван Кирилович Масловський (1876 р.), а пономарем Василь Іларіонович Калинович (з 1848 р.). З нагоди дня народження Миколи ІІ священик Василь Шумовський у 1901 р. був нагороджений камилавкою, а в честь святих Кирила і Мефодія йому була вручена Біблія. Він був обраним депутатом Житомирського духовно–окружного з′їзду. Псаломщиком тоді був Леонтій Шанський. У школі грамоти (1861 р.) навчалося 16 учнів. Платня вчителя становила 3 руб., вартість його харчування оплачувалася селянами. У 1896 р. ця школа була відзначена Волинською Єпархіальною училищною радою як одна з найкращих шкіл повіту. Того ж року церковний староста, Зіновій Золотійчук, за влаштування церковноприходської школи і встановлення загорожі навколо кладовища був нагороджений Його Високопреосвященством похвальною грамотою. Прихожани Великої Горбаші виписали у свій храм із Почаєва ікону преподобного Іова, яка була привезена із залізничної станції Славута 6 серпня 1911 р. в церкву села Мокре, де перебувала до 28 серпня. І цього ж дня хресною ходою ікону перенесли у храм села Велика Горбаша. З цієї нагоди відбулась Божественна літургія, яку здійснили четверо священиків із місцевим дияконом. На початку XX ст. у Великій Горбаші було 123 господарства. На заробітки в Америку із села в 1910 р. виїхало 5 осіб. В 1911 році, згідно з переписом, у селі було 443 жителі, 1 крамниця, горілчана крамниця, кредитове товариство, кооператив.
- Великий Правутин, село, дерев'яна церква, побудована у 1882 році на кошти прихожан, носить ім'я святого Великомученика Дмитрія. Присадибної землі 930 с., орної та сінокосної землі немає. Церковно-приходська школа заснована у 1863 році. Великим землевласником був Антоній Воронич. Дворів було 76, прихожан 597. Церква була приписана до приходу села Хвощівка.
- Вересна, село, 34 км від Звягеля. Колись належала до Берездівського ключа Яблоновських, пізніше перейшла до Дорофеєвичів, а від них до Гурських. У кінці XIX ст. там було 45 домів і 272 жителі. Згідно з переписом 1911 року, 1130 дес. землі володіли Шиманські. На початку XX ст. там було 47 господарств, 38 із них належало українцям, 7 — полякам.
- Вовче, урочище. У кінці XIX ст. у 12 домах там мешкало 65 жителів. На початку XX ст. 6 господарств належало полякам, 4 — німцям.
- Гірки (Гурки), село, 15 км від Звягеля. У XVII ст. село було власністю Анни-Алоїзи Ходкевич дочки князя Олександра Васильовича Острозького, онучки князя Василя-Костянтина Острозького, яка вийшла 1621 року заміж за великого гетьмана литовського Яна Карловича Ходкевича. Анна-Алоїза Ходкевич у 1648 році платила від 80, в 1650 від 50, а в 1651 від 12 дим, вона займалася філантропічною діяльністю, відкрила початкову школу в Острозькому замку, в 1624 році заснувала єзуїтську колегію в Острозі та Ярославі, а у селі Білилів, за 25 км від Бердичева, збудувала замок, монастир східного обряду, дім для подорожніх. Пізніше село належало князям Любомирським, Уваровим. У 1887 році у селі було 60 домів і 369 жителів, на колонії ― 25 домів і 154 жителі. Степан Євфимович Якимчук, разом із Сергієм, Олександром, Анемподистом, Надією Якимчуками, Феодосією Ахтаніною і Дорою Островською володіли 245 дес.1742 кв.саж. різнорідної і під лісом землі. Власниками села були Якимчуки. На початку XX ст. 68 господарств належало українцям, 4 — євреям. У 1910 р. один мешканець села виїхав до Америки.
- Гірки (Гурки), колонія, 21 господарство належало українцям, 2 — німцям.
- Горбашівка (Горбащина), колонія. У кінці XIX ст. там було 18 домів і 76 жителів. На початку XX ст. 23 господарства належали німцям.
- Горби. На хуторі було 1 господарство.
- Долина Широка. Там, на хуторах, на початку XX ст. було 3 господарства.
- Дорофіївка, колонія, На початку XX ст. там було 15 господарств.
- Жереб'яче, урочище, там початку XX ст. знаходилось 4 господарства, трьома володіли українці, одне належало німцям.
- Забара, село, 43 км від Звягеля, у кінці XIX ст. у Забарі було 13 домів і 108 жителів. До села належало 577 дес. землі, воно було власністю князя Яблоновського. На початку XX ст. там із 26 господарств 22 належали українцям, рештою володіли поляки, євреї і німці. Лісопильня давала 30000 руб. продукції щорічно.
- Закриниччя (Закриниче), село, 33 км від Звягеля. В кінці XIX ст. там було 45 домів і 330 жителів, які володіли 412 дес. землі. 2289 дес. двірської землі належали Яблоновським, від них перейшли до Дорофеєвичів, пізніше ними володіли Гурські. У 1911 році в селі було 92 хати і 565 жителів, а до великої земельної власності належало 113 дес. землі. Великим землевласником був Генріх Михайлович Врочинський. Школу грамоти відкрив у загальному домі в 1870 році священик Василь Тишкевич. Платня вчителя тоді складала 27 руб. у рік при 8 учнях, а вже у 1905 р. вона становила 70 р. На заробітках в Америці у 1910 р., перебувало 4 мешканці села. На горі Чопівка знаходився великий курган.
- Звягельські Пилиповичі, під назвою Філіповичі, згадуються в акті від 7 січня 1650 року у скарзі Анни-Алоїзи Ходкевич на орендного володаря Вільська, Олександра Ісклінського та його слугу Яна Белецького — про вивезення ними з її маєтку, в тому числі й із села Філіповичі, декількох сотень селян, які пізніше були пограбовані. У 1577 році село належало до Звягельського замку князя Василя-Костянтина Острозького. За поборовим Реєстром луцького замку 1577 року, князь Острозький платив за нього від 4 домів, 8 домів і 6 городників. В 1583 році село Пилиповичі належало до Звягеля. Звягельскі Пилиповичі у 1888 році входили до складу Пищівської волості. У 1887 р. там було 102 двори, 795 прихожан, присадибної і городної землі 1 дес. 1842 с., орної 22 дес., сінокосної і під лісом 21 дес. 472 с. Була мурована церква ім. св. Архистратига Михаїла, побудована на місці старої, дерев'яної, були також римо-католицька каплиця, 2 водяні млини і піч для випалювання кісток. Священиком був Іоан Абрамович (з 1883 р.), псаломщиком Каліст Якимович Бачинський (з 1884 р.). Вони отримували 500 і 50 руб. відповідно. Школа грамоти була відкрита 1886 року, її відвідувало 14 учнів. Платня вчителю становила 3 руб. 25 коп. в місяць з оплатою харчування. Із Звягельськими Пилиповичами межували Пилиповичі Корецькі, Пищівської волості, розташовані за 10 км від Звягеля, над річкою Церем. У кінці XIX ст. там було 62 доми і 342 жителі. За переписом 1911 р., в селі Пилиповичі Корецькі було 512 жителів, 3 крамниці, горілчана крамниця, лавка з продажу пива, паровий млин (20000 пуд. річ. перем.). Над Церемом розташовувалося квадратне городище, 142 метри в обводі, на городищі були курган, 5 камінних хрестів і 22 надмогильні плити. В околиці села було 2 кургани. Між Звягелем і Корцем, у районі містечка Ярунь і сіл Пилиповичі та Молодьків, з початку розгортання національної революції на Волині (1648 р.) діяло самостійне повстанське угруповання. У 1846 р. через Пилиповичі проїжджав Тарас Шевченко.
- Калинівка, колонія, на початку XX ст. 3 господарства належали німцям, які орендували землю.
- Кам'янка, село, 24 км від Звягеля. Архіви засвідчують, що жителі сіл Кам'янки та Малої Деражні Луцького повіту 12 квітня 1652 року „умисленеє пожар пустівши“, спалили панські скирти в селі Косеневі, а 4 липня та впродовж вересня захоплювали майно в маєтку Краєвського у селі Токареві. Церковноприходська школа існувала з 1867 року, у ній навчалося 18 учнів. У селі наприкінці XIX ст. в 105 домах проживало 728 людей. Волинські Єпархіальні Відомості у 1910 році повідомляли, що учитель села Кам′янка Федір Гур′єв, згідно з його проханням, займе посаду псаломщика в селі Тожир Новоград–Волинського повіту. Того ж року псаломщикам деяких сіл повіту, у тому числі у Косеневі та Кам'янці, був збільшений оклад до 100 руб. У 1905 р. священик Автоном Палецький був нагороджений орденом Святої Анни 3 степеня. У селі був винокурний завод, дворів — 167, прихожан ― 1228 православних, римо-католиків — 78, і близько 60 юдеїв. Великим землевласником був Еразм Карлович Ніко. За переписом 1911 р. у селі проживало 816 мешканців, було 3 крамниці, щорічно проводився ярмарок. Великим землевласником була Оделія Ніко, якій належали 700 дес. землі.
- Коритища, село, 25 км від Звягеля. Вперше згадується у 1603 році У кінці XIX ст. у 104 домах тут проживало 580 мешканців, на колонії було 8 домів і 47 жителів. Було приписане до села Жолобне. Колись Коритище належало Пулавським. Одним з власників села був Стефан Кушелевський. У школі, яка була розміщена у громадському домі, навчалося 15 учнів і учитель отримував за 6 навчальних місяців 18 руб., а вже на початку XIX ст. 50 руб. Тоді ж у Коритищах було 110 дворів, на заробітках в США перебувало 10 мешканців села.
- Коритище, колонія, там на початку XX ст. було 2 господарства.
- Косенів (Косинів), село, яке раніше належало до Корецької волості, згадується в акті від 21.07.1586 року у скарзі воєводича Волинського князя Іоакима Богушевича Корецького на війта Літинського і урядника маєтку Вільська, що належав князю Василю-Костянтину Острозькому — Криштофа Вінярського, про те, що коли бояри, гайдуки і слуги Іоакима Корецького супроводжували через Вільск втікачів з Косенева, яким він володів, то згадані війт і урядник з Вільськими міщанами їх перебили, утопили, а інших бояр і слуг скалічили, і захопили їхню зброю і коней. Орендарем села Косенів у 1652 році був Краєвський. Богоявленська церква, дерев'яна, на камінному фундаменті, з триярусною дзвіницею побудована у 1844 році на кошти прихожан. Копії метричних книг зберігалися з 1769 року, за винятком 1804-1822 рр., а також сповідальні відомості з 1797 року, виключаючи 1809-1813 рр. Історія пам'ятає священика Іувеналія Червинського (з 1872 р.), який у 1886 р. був нагороджений скуфією і якому було дозволено употреблять при требоисправлениях вне церкви черную скуфию для защиты головы от холода и сырости», псаломщика М. І. Калетинського (з 1863 р.) і пономаря Т. В. Кокулевського (з 1858 р.). Тіт Кокулевський за 50-річну службу був нагороджений золотою медаллю, для носіння її на шиї на Аннінській стрічці. Священик отримував платню 300 руб., псалтирщик ― 50 руб., пономар — 38 руб., просфітер ― 16. Один із синів священика, Валентин, навчався у Кременецькому духовному училищі; вартість навчання у 1886 р. становила 70 р., включаючи платню за гуртожиток і харчування. Волинські Єпархіальні Відомості повідомляли, що Феофан Червінський, за невчасне повернення у Волинську духовну семінарію після літніх канікул 1886 року, з невідомої причини, був оштрафований на 50 коп. Тоді ж із суми Волинського Єпархіального Опікунства вдові дяка Євдокії Калетинській, у якої син також був дяком, була виділена грошова допомога 8 руб. З Волинських Єпархіальних Відомостей дізнаємося, що син священика Сави Тесельського, випускник Волинської духовної семінарії 1819 р., був «способностей невеликих, прилежания невеликого, успехов посредственных, поведения честного». 1869 року Волинські губернські відомості повідомляли таке: «Имение состоящаго из ч. селения Косенева помещика Грацыана Вацлавовича Рафаловича, причитающую крестьянам (в числе 23 душ) под выкупаемую ими землю, в количестве 124 дес. 274 саж., выкупную ссуду 852 руб. 66 коп. Имение состоящаго из ч. селения Косенева помещика Адама Яковлевеча Чаплинского, причитающую крестьянам (в числе 3 душ) под выкупаемую ими землю в количестве 25 дес. 2235 саж., выкупную ссуду 219 руб. Имение состоящего из ч. селения Косенева, помещицы Изабеллы Врочинской, причитающуюся крестьянам (в числе 120 душ) под выкупаемуюими землю в количестве 570 д. 1660 саж., выкупную ссуду 4856 руб. 39 коп.» Псаломщиком в Косеневі у 1887 році був Роман Соколов. До цього приходу була приписана церква села Токарів. Церковноприходська школа існувала з 1855 року. Учитель отримував 4 руб. у місяць і навчав 26 учнів. До сіл приходу села Косенів належали Кам'янка і Кошелів (Кошелівка). Дворів було 167,5, землі присадибної 3 дес. 1096 с., орної 37 дес. 2341 с., сінокосної 16 дес. 1209 с., прихожан — 1228 православних, римо-католиків — 78, євреїв — 60. Проводи припадали на Фомин Понеділок. Великим землевласником був Еразм Карлович Ніко. На початку XX ст. там було 182 господарства, на заробітках в США перебувало 19 мешканців села.
- Кошелів (Кошелівка). У кінці XIX ст. в селі 46 домів і 343 жителі. Колись село належало Пулавським. На початку XX ст. там було 65 господарств. У 1910 р. на заробітках в Америці перебувало 3 мешканці села. У місцевому лісі ще до Першої світової війни було 15 курганів. З-під села Кошелів бере початок річка Кошелівка, завдовжки 13 км — ліва притока річки Церем. У Кошелеві і у Кам'янці проводи відбувались по вівторках, на Фоминому тижні.
- Кудиновичі, село, 15 км від Звягеля. Наприкінці XIX ст. там у 45 домах проживало 293 жителі. На початку XX ст. у Кудиновичах було 63 господарства, 61 належало українцям, 2 — євреям.
- Курмань (Тернівка), село, 19 км від Звягеля. Колись село належало до Звягельського ключа Любомирських, від яких перейшло до князів Уварових. У другій половині XIX ст. селі проживало 202 селян які володіли 915 дес. землі. На початку XX ст. там був 131 дім і 729 жителів, на колонії — 21 дім і 99 жителів. Церква дерев'яна, з 1746 року. У 1865 році в селі була заснована церковно-приходська школа. До великої земельної власності належало 367 дес. Між Тернівкою і Малою Горбашею у кінці XIX і на початку XX ст. зрізали велетенські дуби для воєнного відомства царської Росії, двійні ручки пилки, з обох її боків, тягнули по дві пари чоловіків. На початку XX ст. в Курмані було 152 господарства, 142 належало українцям, 10 — євреям.
- Курмань, колонія. На початку XX ст. там було 16 господарств, які належали іноземцям.
- Кут Острів, урочище. На початку XX ст. там було лише одне господарство.
- Майстрова Воля (Майстрова), село, на початку XIX ст. там було 12 домів. Належало до села Юрківщина, власником його був поміщик Рокоссовський. На початку XX ст. у селі нараховувалось 16 господарств.
- Мала Горбаша, село, у 1650 році князь Самуель Кароль Корецький платив від 13 дим. У 1651 році від села вносилося від 4 дим, а вже в 1653 році від — 1 дим. У 1762 році селом володів ротмістр польських військ Пуласкій. Школа грамоти існувала з 1863 року, платня вчителю становила 3 руб. в місяць, при 12 учнях, харчування оплачувалося селянами. Поміщиками були Густав і Євгеній Врочинські, великим землевласником був Р.Хічевський. В кінці XIX ст. у селі було 55 домів, 216 жителів, які мали 682 дес. селянської землі і 240 двірської. На початку XX ст. там було 158 господарств, 148 із них належало українцям, 8 — євреям, 1 — полякам. Згідно з переписом 1911 року, в Малій Горбаші було 882 жителі і 3 крамниці. У селі була католицька капличка. До великої земельної власності належало 504 дес. землі. В околицях Малої Горбаші було виявлено поселення бронзової доби, 2 поселення скіфської доби, кургани часів Київської Русі ІХ-Х ст.
- Малий Молодьків, село, було приписане до села Ярунь. Раніше належало до замку князів Корецьких, які вносили за село від 7 дим., 30 гор. За викупним актом 1866 року, у селі було 35 дворів, із них тяглих — 18, піших — 15, городників — 2. Ревізьких чоловічої статі людей — 133. Селяни викупили 510 дес. землі за 7199 руб. Наприкінці XIX ст. у 85 домах проживало 454 мешканці. Село було власністю Альфреда Потоцького. Сільським старостою у 1902 році був Михайло Кирилюк. На початку XX ст. там було 89 господарств, одне із них вели євреї. Поблизу села знаходилися кургани із козацьких часів.
- Млинок, хутір, На початку XX ст. там було 3 господарства, якими володіли українці.
- Мокре, село, 30 км від Звягеля. У кінці XIX ст. у селі було 107 домів і 611 жителів, дерев'яна церква з 1571 року, гуральня. Село належало до Берездівського ключа Яблоновських. Дерев'яна церква святого Іоана Богослова, побудована в 1751 році на кошти прихожан, у 1872 році була розширена. Була також дзвіниця. Копії метричних книг зберігалися з 1764 року, а сповідальні відомості ― з 1823 року. Церковноприходська школа існувала з 1868 року. Платня вчителю становила 5 руб. у місяць при 25 учнях. Біля села були джерела Гнилого Рову. До приходу села Мокре належали Закриниччя, Вересна, Стовпи. Дворів було 163, прихожан — 1286 православних, римо-католиків — 196, євреїв — 118. Свого часу у селі Мокре священиками були Василь Тишкевич (помер 1877 р.) і Лаврентій Іванович Пекарський (з 1873 р.), якого у 1885 р. нагородили набедреником, а псаломщиком — Василь Олександрович Кошаровський (з 1868 р.). Священик отримував 300 руб., а псаломщик 50 руб. Проводи відбувалися у світлу суботу, а також у неділю і понеділок на Фоминій неділі. Проживало 133 селян, які володіли володіли 518 дес. землі. За переписом 1911 року, до великої земельної власності поміщика Комарова належало 800 дес. землі. На початку XX ст. у Мокрому було 152 господарства, 147 із них належало українцям, 2 — полякам, 3 — євреям. В США на заробітках перебувало 4 жителі села.
- Осередки, урочище. На початку XX ст. там було одне господарство.
- Осова, урочище. На початку XX ст. там нараховувалось 3 господарства.
- Солянка, колонія. На початку XX ст. там було 16 господарств.
- Сосновате, урочище. На початку XX ст. там було лише одне господарство.
- Стовпи, село, 27 км від Звягеля. Ним свого часу володіли Яблоновські, а пізніше Кохановські. Село належало до берездівського ключа. Наприкінці XIX ст. у селі в 45 домах проживало 292 жителі. Лісовим прадавнім промислом було свинарство. Селяни виганяли свиней у дубину і вони там до глибокої осені харчувалися жолудями. За переписом 1911 року, у Стовпах було 50 господарств і проживало 440 жителів, були початкова німецька школа, 1 крамниця і паровий млин (25000 пуд. річної продукції). На заробітках в США перебувало два мешканці села.
- Телишів. На початку XX ст. там 3 господарства належало полякам, 2 — німцям.
- Токарів, село, було колись власністю князя Юхима Корецького, у 1652 році його орендував Краєвський. Під час національної революції середини XVII ст. з липня по вересень тут «господарювали» жителі села Кам'янка і деражненські селяни. Після втечі Краєвського повстанці спустошили двір його слуги М.Литвина, захопивши все майно. У наступні дні спустили ставок, виловили всю рибу і до «Корца возячи, розпродали». Після цього захопили млин, порубали там скрині для борошна, забрали зерно. У серпні вони знесли загорожу в саду, обірвали плоди, а дерева понівечили, про що свідчить судова скарга Краєвського від 24.01.1653 року. Церква святих Чудотворців Косми і Даміана, побудована у 1883 р. на кошти прихожан, була приписана до села Косенів. У церковно–приходській школі, яка існувала з 1867 року, навчалося 16 учнів. Дворів було 60, прихожан 494 православних. На початку XX ст. там 116 господарств належало українцям, 2 — євреям. На заробітках в Америці перебувало 5 жителів села.
- Туганів. На початку XX ст. там було одне господарство.
- Хвощівка, 30 км від Звягеля. Церква Іоана Богослова, побудована у 1767 році, дерев'яна, з такою ж дзвіницею. Метричні книги зберігалися з 1767, а сповідальні відомості з 1805 року. Священик Іоан Феофанович Лібацький (з 1884 р.) і псаломщик Григорій Прокопович Левицький (з 1873 р.) отримували платню 300 і 50 руб. відповідно. Просфорією у 1881 році була Анна Мержвінська. До цього приходу була приписана і церква села Великий Правутин. Церковноприходська школа існувала з 1868 року і в ній навчалося 32 учні. У 1905 році платня вчителя становила 55 руб. Працював винокурний завод. Великим землевласником був Антоній Еразм Подгурський. Дворів було 82, прихожан 690 православних, римо-католиків — 67, євреїв — 40. Присадибної землі було 1 дес. 1642 с., орної 20 дес. 981,5 с. і сінокос становив 14 дес. 900 с.
- Хижівка, село, школа грамоти існувала з 1863 року. У ній навчалося 12 учнів. Щомісячна платня вчителю становила 4 руб. харчування було за рахунок селян, а у 1905 р. він вже отримував 55 руб. Наприкінці XIX ст. селом володів Антон Воронич, а великим землевласником був Роман Хічевський. У 68 домах проживало 452 особи. У 1901 році Єпархіальні Відомості повідомляли: «За заслуги по гражданському и военному ведомству ко дню рождения его Императорского Величества, училищный Синод при Святейшем Синоде наградил к 11 мая —дню святых Мефодия и Кирилла — книгою Библия, за особые заслуги, старание и ревность по благоустройству церковноприходских школ, священника Виктора Терлецкого, заведующего и законодателя церковных школ в селах Великой и Малой Горбаше и Хижовке». Хижівська школа, яка на початку XX ст. була однією з найкращих шкіл повіту, славилася церковним співом. До приходу села Хижівка була приписана Мала Горбаша. На початку XX ст. в Хижівці у 90 господарствах господарювали українці, два належало євреям. На заробітках у Америці перебував 1 житель села.
- Юрківщина, село, 10 км від Звягеля, розташоване над річкою Церем. Колись село належало до маєтків Звягельських. У середині XVII ст. власницею Юрківщини була Анна-Алоїза з Острозьких, яка платила у 1648 році від 28, у 1650 році від 22, а в 1651 р. лише від 5 дим. Пізніше ним володіли князі Острозькі, князі Любомирські. Мешканці села у часи визвольної боротьби XVII ст. входили до складу звягельського полку, який контролював значну частину Східної Волині.
- Ярунь. У кінці ХІХ ст. у Яруні було 176 домів і проживало 689 жителів, серед них було 111 євреїв.